# Liste der Burgen, Schlösser und Edelsitze im Isental und Umgebung
Im Isental in Oberbayern und seiner Umgebung befinden sich etwa 30 Burgen, Schlössern und Edelsitze. Unter ihnen befinden sich: Schloss Burgrain, Schloss Schwindegg, Schloss Klebing, Schloss Winhöring und Schloss Zangberg (heute Kloster). Nicht aufgeführt sind Zier- und Nachbauten, die nie als Wohngebäude oder zur Verteidigung genutzt wurden.

## Erhaltene Bauten

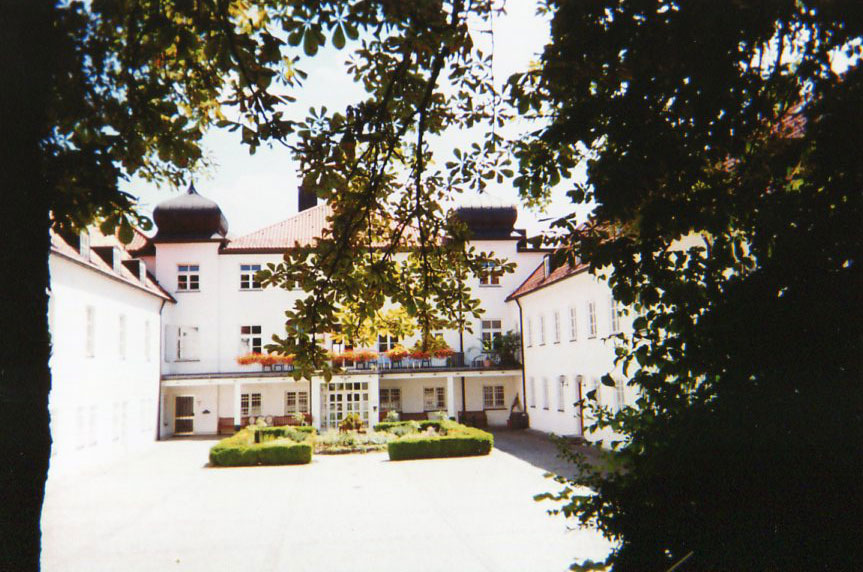
Schloss Armstorf

### Schloss Armstorf
1622 wurde das jetzige im Goldachtal liegende Schloss auf den Grundmauern eines Vorgängerbaus als zweigeschossiger Walmdachbau durch die Westacher errichtet. Die oft wechselnden Besitzer bauten das Gebäude mehrfach um. Seit der Jugendstilzeit steht das Schloss so, als dreigeschossiger viertürmiger Hauptbau mit zwei Seitenflügeln, wie es sich heute als Bildungsstätte der Franziskanerinnen darstellt.

### Schloss Burgrain

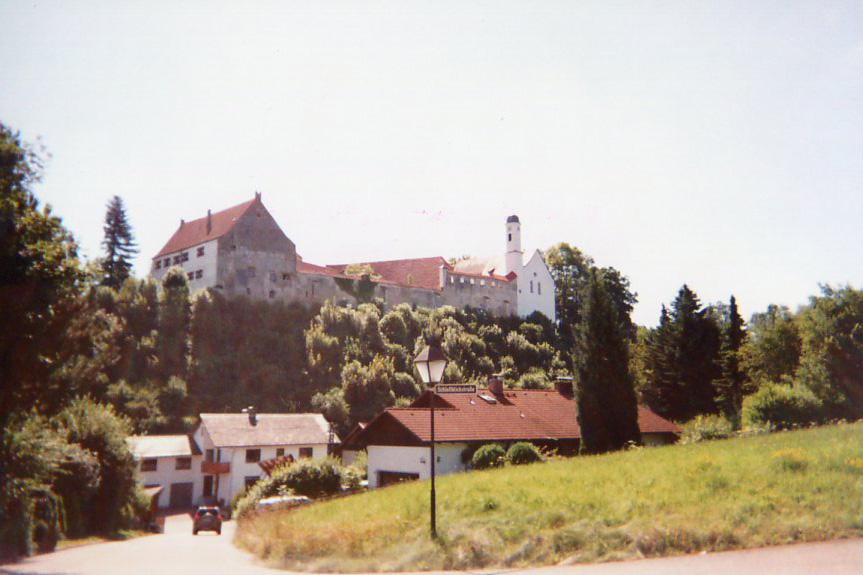
Schloss Burgrain von Nordwesten

Das um 1200 im spätromanischen Stil erbaute Schloss Burgrain wurde im 15. Jahrhundert vollendet und 100 Jahre später wurden die Fassaden dem Renaissancestil angeglichen. Hier hatte die Verwaltung der Herrschaft Burgrain seinen Sitz und es fand die Rechtsprechung statt. Das Schloss steht 40 m oberhalb des oberen Isentals. Zu Beginn des 18. Jahrhunderts wurde die große spätbarocke Schlosskirche errichtet. Um 1900 wurde in einem Flügel eine Brauerei eingerichtet und somit dementsprechend umgestaltet.

### Schloss Kalling
Der barocke Mansardwalmdachbau fünf Kilometer südöstlich von Taufkirchen/Vils wurde zeitweise vom Freisinger Fürstbischof Franz Eckher von Kapfing bewohnt. An dem Bau angeschlossen ist eine hohe runde Kapelle. Im 20. Jahrhundert kam das Schloss immer mehr herunter und in den 1980/90er Jahren wurde es grundlegend renoviert und befindet sich in Privatbesitz. Ende 2011 stand es für 2.600.000 Euro zum Verkauf.

### Schloss Klebing
Ursprünglich erbaut um 1100, der barocke attraktive Neubau, eine dreigeschossige Vierflügelanlage um einen kleinen Innenhof, fand um 1700 statt. In einem Flügel ist die zweigeschossige Schlosskapelle untergebracht. Errichtet hat den Neubau die Familie von Taufkirchen. Das Schloss liegt ein paar Kilometer abseits des Isentals bei Pleiskirchen und befindet sich in Privatbesitz.

### Schloss (Kloster) Moosen

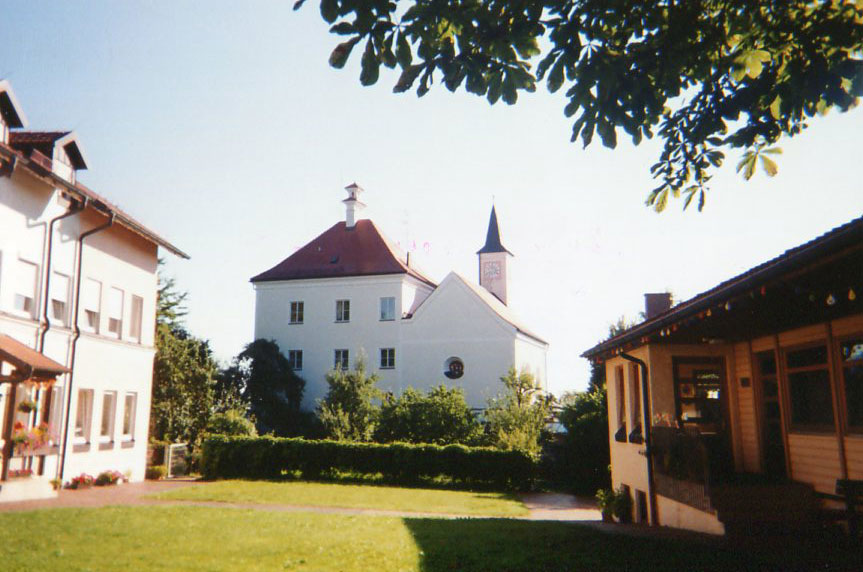
Kloster Moosen mit Kinderheim

Kloster Moosen liegt einen Kilometer südöstlich von Dorfen. Der Bau des 17. Jahrhunderts hatte einen Vorgänger von 1212. Nach reichem Besitzerwechsel kam das Schloss in den Besitz des Dorfener Pfarrers Anton Schmitter der darin eine Rettungsanstalt für verwahrloste Kinder unter Nonnen-Leitung gründete. In dieser Funktion (Kinderheim/-hort) dient es noch heute.

### Edelsitz Permering

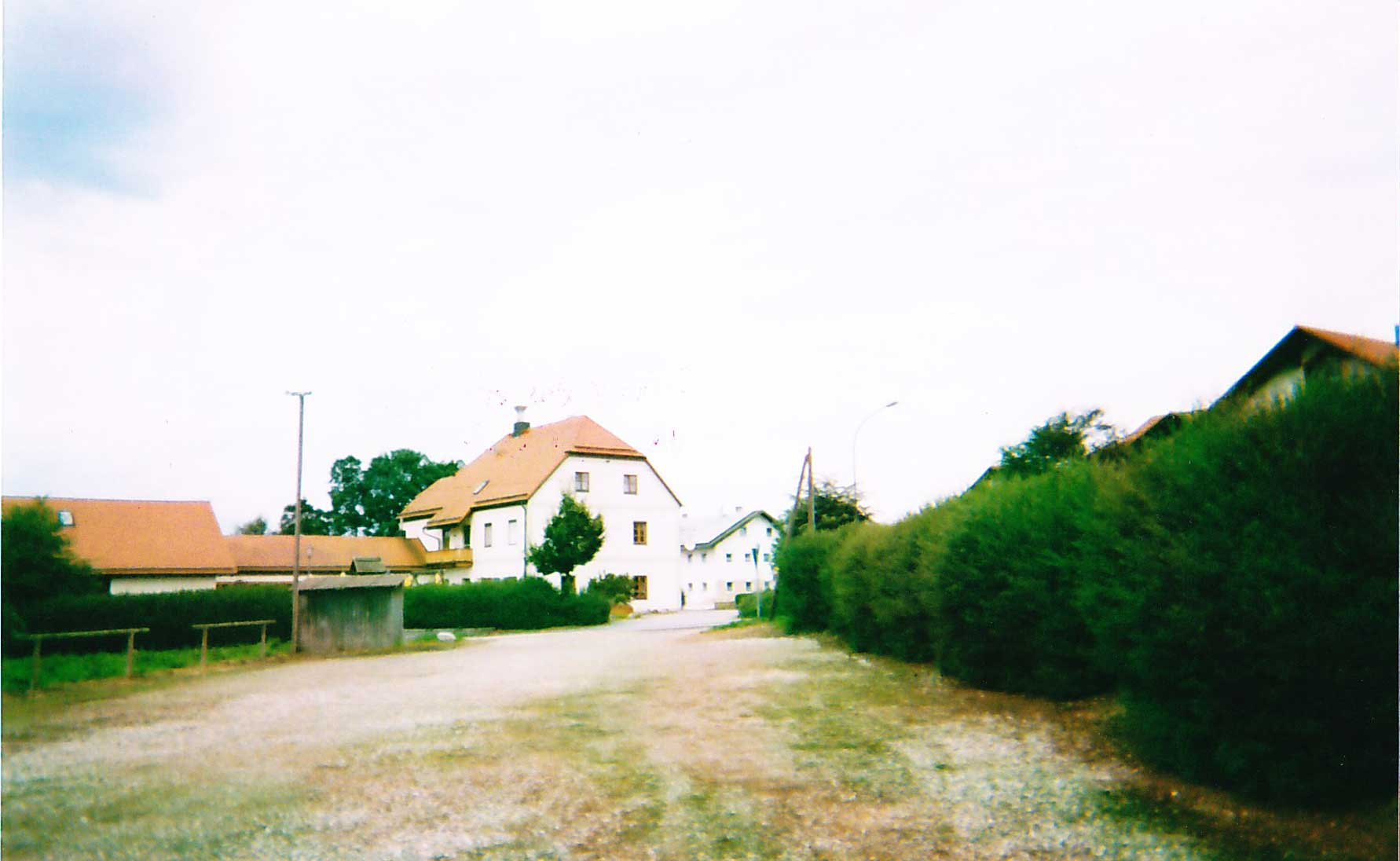
Edelsitz Permering

Im obersten Tal der Großen Vils etwa sieben Kilometer nordwestlich von Dorfen liegt das heute als Gasthaus Permeringer Hof dienende Gebäude. Der Krüppelwalmdachbau von etwa 1750 löste einen hölzernen Edelsitz ab.

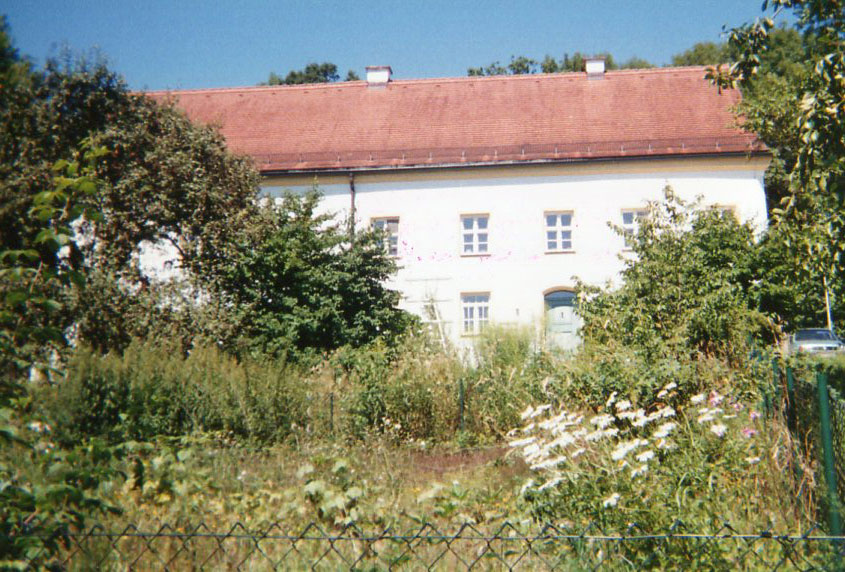
Das obere Schloss in Salmanskirchen

### OberesSchloss Salmanskirchen
Knapp zwei Kilometer nordwestlich von Ampfing im Aidenbachtal steht das im 16./17. Jahrhundert (18. Jh. Neubau) errichtete Obere Schloss von Salmanskirchen. Schloss Salmanskirchen ist ehemaliges Eigentum und einer der Sitze des Adels- und Rittergeschlechts der Pfaffinger.

### Schloss Schwindegg
Das Schloss, das zu den schönsten Renaissance-Bauten Südbayerns zählt wurde 1594 bis 1620 von Sebastian von Haunsperg an der unteren Goldach erbaut und mit einem Wassergraben versehen. Ein stattlicher zweigeschossiger Vierflügelbau mit fünf wuchtige Türme und ebenso sehenswerte Nebengebäude. An der Nordostecke befand sich bis 1980 die Kapelle, bei der Umgestaltung in Eigentumswohnungen wurde sie in den Schlosspflegerbau verlegt. Unter den Besitzern gehörten von 1708 bis 1816 die Fugger.

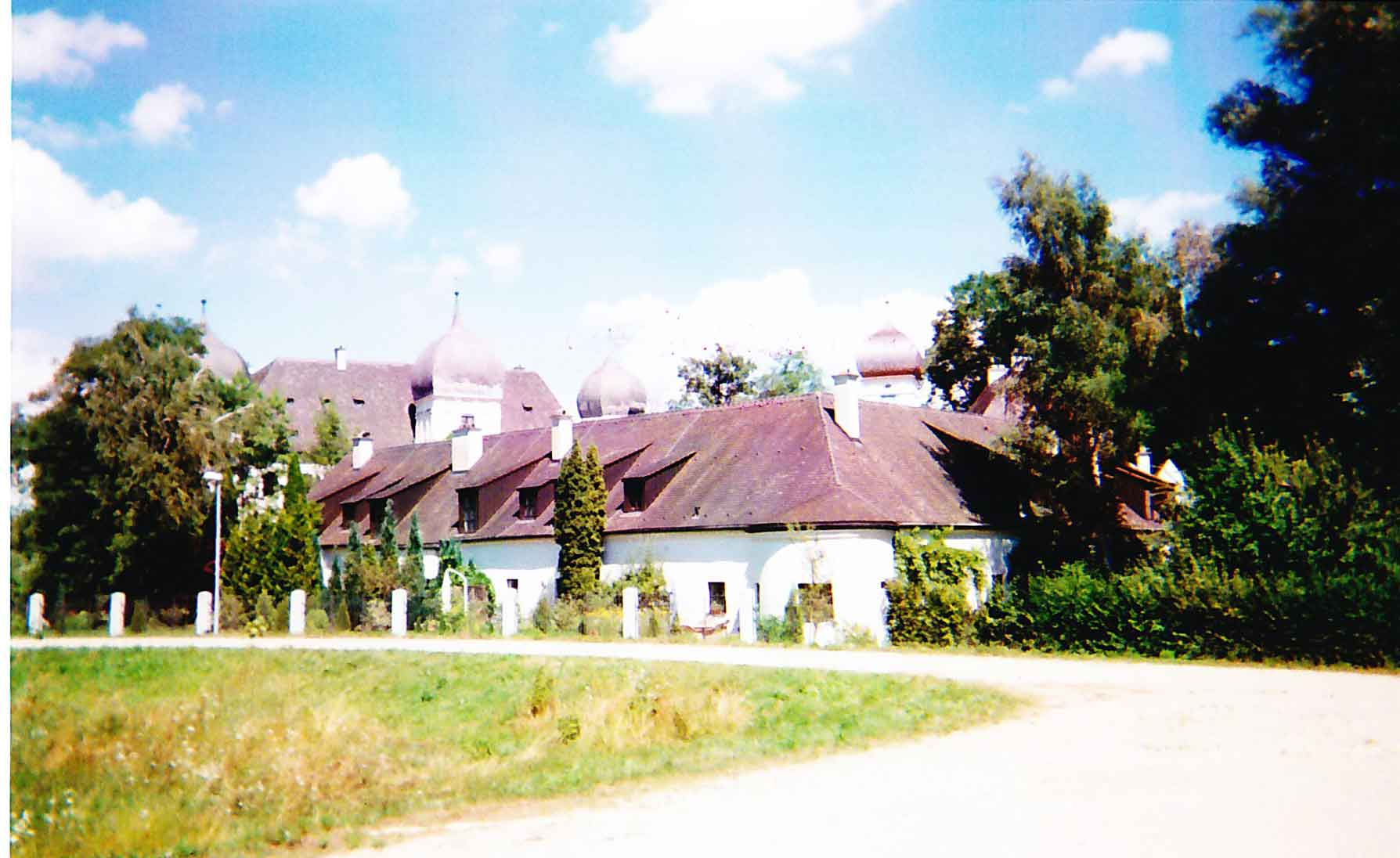
Schloss Schwindegg von Südwesten

### Schloss Walkersaich
Zwei Kilometer östlich von Schwindegg auf einem Inselberg im Isental steht das ehemalige Schloss, ein wuchtiger Landsitz, von 1602 (18. Jh. ausgebaut). Erbauer des Adelssitzes war Hans Christoph von Puech. Seit langer Zeit wird es Gasthof genutzt.

### Schloss Wasentegernbach
Drei Kilometer westlich von Schwindegg, zwischen Isental und Hügelrücken, steht das was von dem einst stattlichen von den Herren von Wasentegernbach errichtete und dem vom Fürstpropst von Berchtesgaden (1582) umgebauten, das fast einem Neubau glich, übrigblieb. Denn bei der Säkularisation wurde der Bau (inklusive Nebenbauten und Kapelle) bis auf die ein/zwei unteren Geschossen geschleift und in der Folgezeit stark umgebaut. Das Schloss ist heute in Privatbesitz und man vermietet Ferienwohnungen.

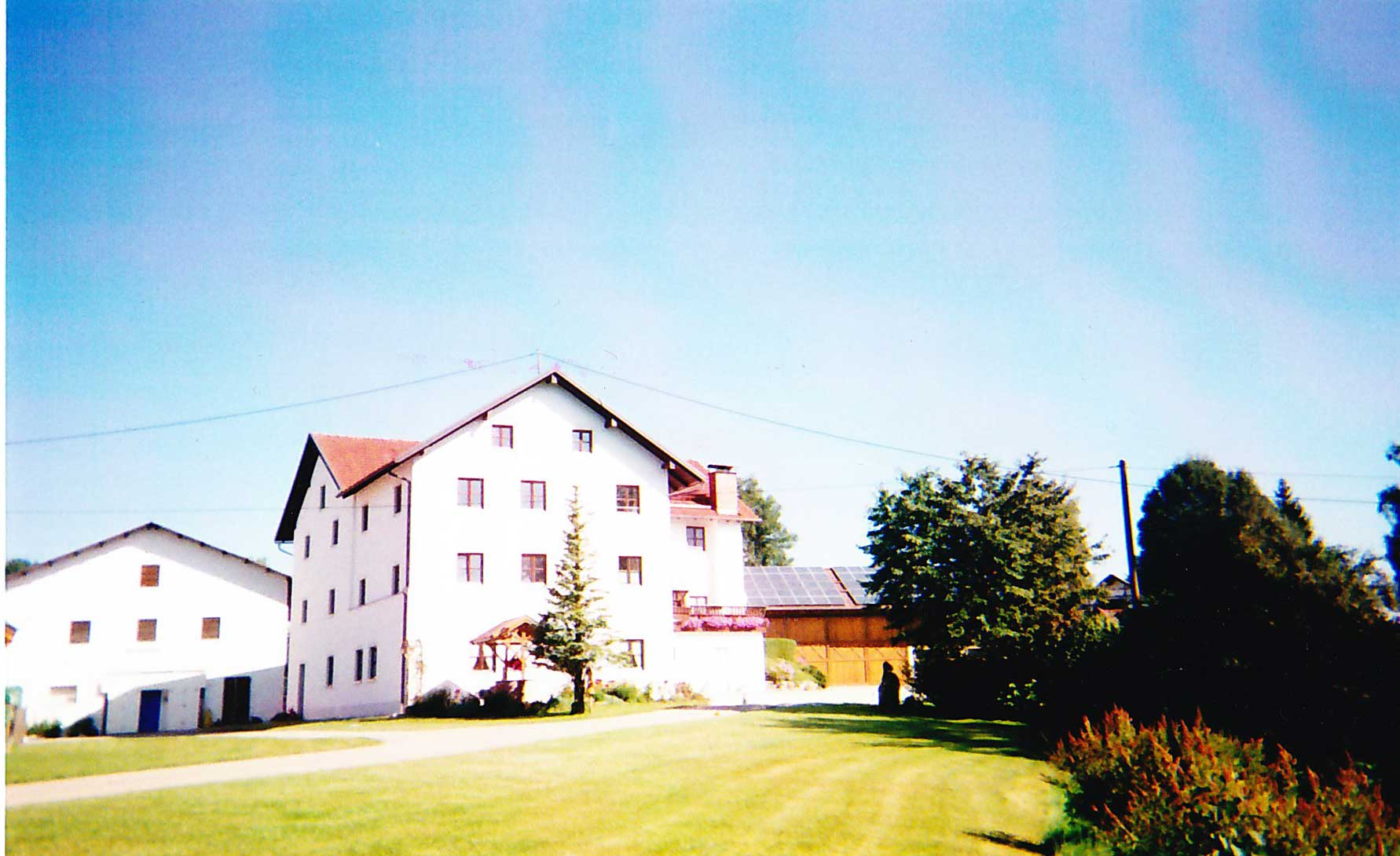
Ehemaliges Schloss Wasentegernbach von Süden

### Schloss Winhöring(Frauenbühel)
Das Schloss Winhöring das früher auch Frauenbühel genannt wurde, liegt an der Isen unmittelbar vor der Mündung in den Inn. Es ist eine Vierflügelanlage mit einer reichgestalteten Fassade im Spätbarock/Frührokoko-Übergangsstil. Freiherr Veit II von Terinng-Jettenbach ließ es nach Abbruch des kleinen Vorgängerbaus (1420) 1619 bis 1622 errichten. Von 1728 bis 1730 erfolgte der Umbau und die Umgestaltung im neuen Stil. Im Park steht die spätgotische Schlosskapelle von 1420.

### Schloss Zangberg

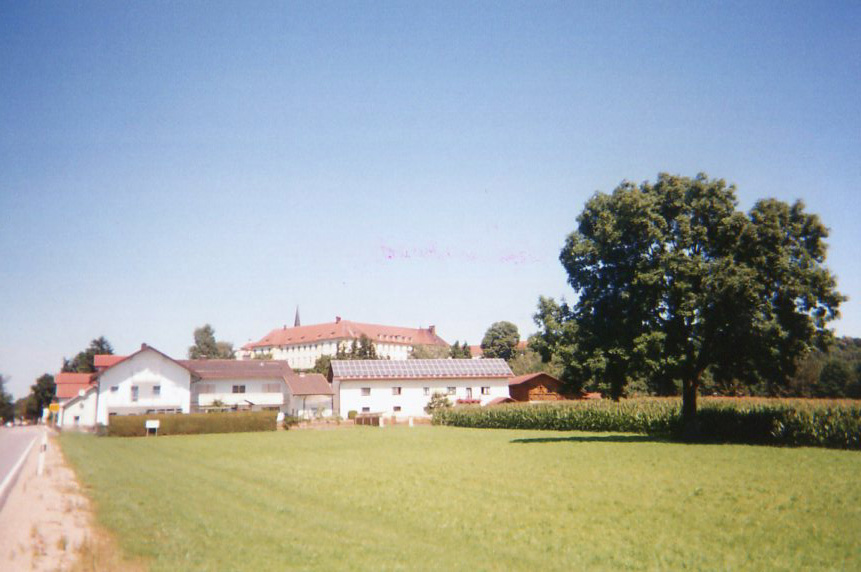
Schloss Zangberg von Südwesten

Schloss Zangberg ist ehemaliges Eigentum und einer der Sitze des Adels- und Rittergeschlechts der Pfaffinger. Das von Ferdinand M. F. von Neuhaus zu Greiffenfels im Jahre 1687 errichtete Vierflügelschloss mit wuchtigen Eckpavillons und einer fürstlich anmutenden Gartenanlage ist seit 1862 Kloster der Salesianerinnen, wird unter anderem als Seminarhaus genutzt. Außerhalb des Gebäudes, das 1,5 km nördlich von Ampfing liegt, ist von dieser Pracht nicht mehr viel zu sehen, außer einem längeren Überbleibsel des Parkkanals. Innen schäumt vor allem der Ahnensaal vor Prunk. Neben dem Schloss erhebt sich die um 1880 erbaute Klosterkirche.

## Verschwundene Bauten
In dieser Liste sind die Fluchtburgen des Früh-/Hochmittelalters in der Regel nicht berücksichtigt, nur die, die als Adelssitz dienten.

### Gut Algasing
Der letzte Besitzer des edelfreien Bauernguts in Algasing, Kaspar Algasinger, verkaufte den Besitz 1859 an den Dorfener Pfarrer Anton Schmitter, der darin ein Heim für verlassene arme Kinder einrichtete. Der Ursprungsbau ist nicht mehr vorhanden. Fünf Kilometer nordöstlich Dorfen.

### Edelsitz Babing
1356 als Sitz der Päbinger genannt, seit Mitte des 18. Jahrhunderts verschwunden. Fünf Kilometer nördlich Dorfen.

### Edelsitz Breitenloh
Der in der Mitte zw. Dorfen und Velden gelegene Sitz der Seiberstorffer ist um 1600 verschwunden.

### Burg Dornberg
Erbaut im 11. Jahrhundert durch Dietmarus de Dornberch, 15./16. Jahrhundert Neubau, um 1810 erfolgt der Abbruch. Knapp nördlich von Erharting.

### Burg Furtarn
Einfache kleine Burg der Furtarner, um 1700 verschwunden, ein Kilometer südwestlich von Lengdorf

### Edelsitz Herrnberg
Oberhalb des mittleren Lappachtals bestand bis ins 17. Jahrhundert ein besserer Edelsitz der Herren von Herrnberg.

### Schloss Hofgiebing
Das kleine aus zwei Bauteilen bestandene kleine Renaissanceschloss bestand bis ins frühe 19. Jahrhundert, nur die freistehende Kapelle ist als Filialkirche noch erhalten.

### Schloss Hohenthann
Der Wening-Stich von 1710 zeigt das wohl einmal eindrucksvolle Schloss, das im gleichnamigen Weiler nordöstlich von Obertaufkirchen stand, bereits als Ruine.

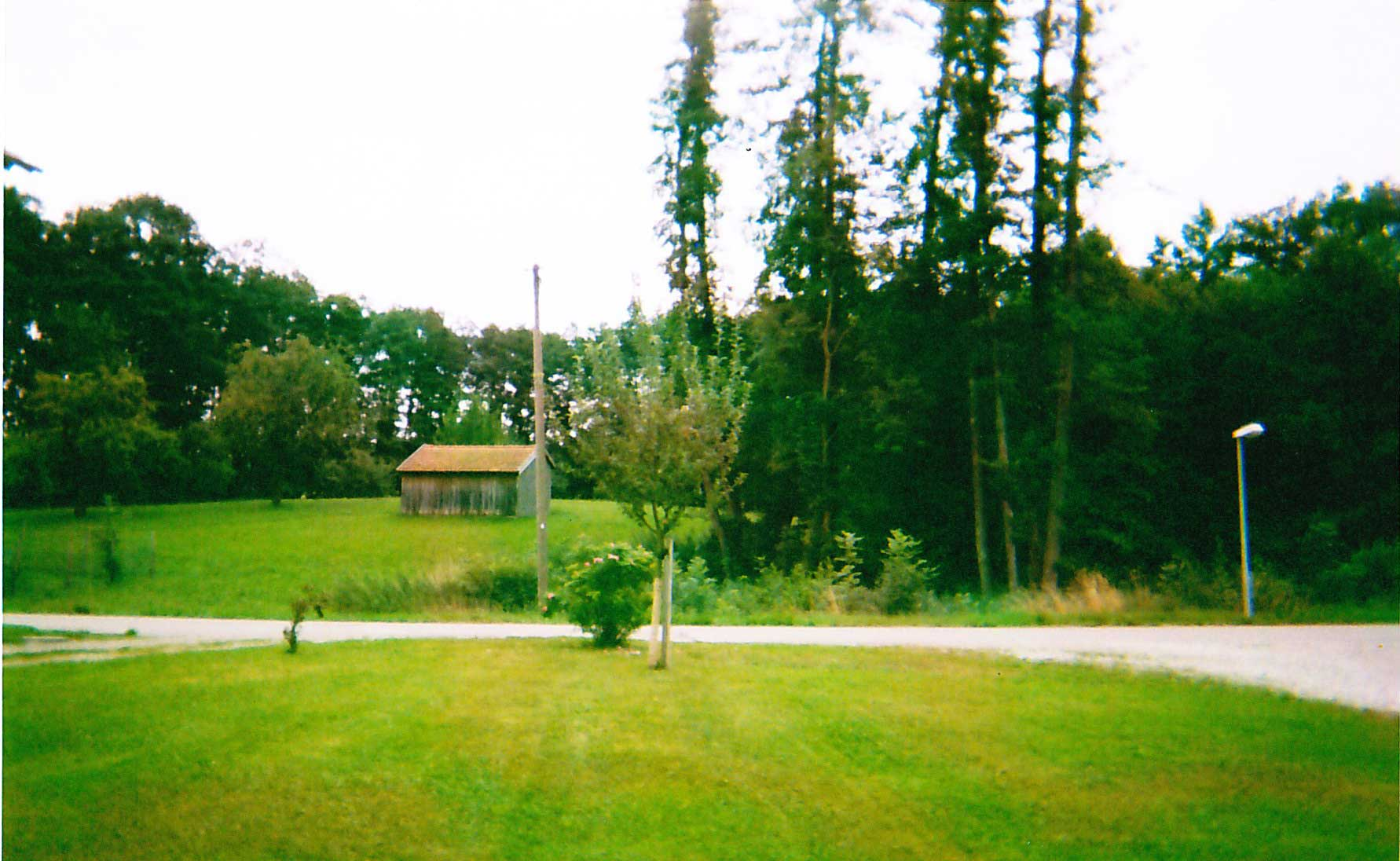
Hügel und Ringmulde in Kopfsburg, Standort des abgerissenen Schlosses

### Schloss Kopfsburg
Von dem kleinen barocken Vierflügelbau (1698) mit schöner Fassade ist nur noch der Wassergraben vorhanden. Zwei Kilometer östlich von Lengdorf.

### Edelsitz Lindum-Berg
Der Stammsitz der Edlen von Lappach auf dem „Gschlössl“ zu Berg (2,25 km sw von Dorfen) ist seit der Renaissancezeit verschwunden.

### Edelsitz Mannseich
Bei Eibach gelegener Sitz der Aicher (Freisinger Ministerialen), er ist seit der frühen Renaissancezeit verschwunden.

### Schloss Oberbergkirchen
Ab dem 15. Jahrhundert als Hofmarkssitz beurkundet. 1820 wurde das wohl in der 1. Hälfte des 17. Jahrhunderts erbaute Schlossgut abgebrochen.

### Schloss Schönbrunn
Von einem in Schönbrunn (10 km östlich von St. Wolfgang) einst den Schönbrunner gehörenden Schloss ist an einem Bau noch das Portal erhalten geblieben.

### Schloss Steeg

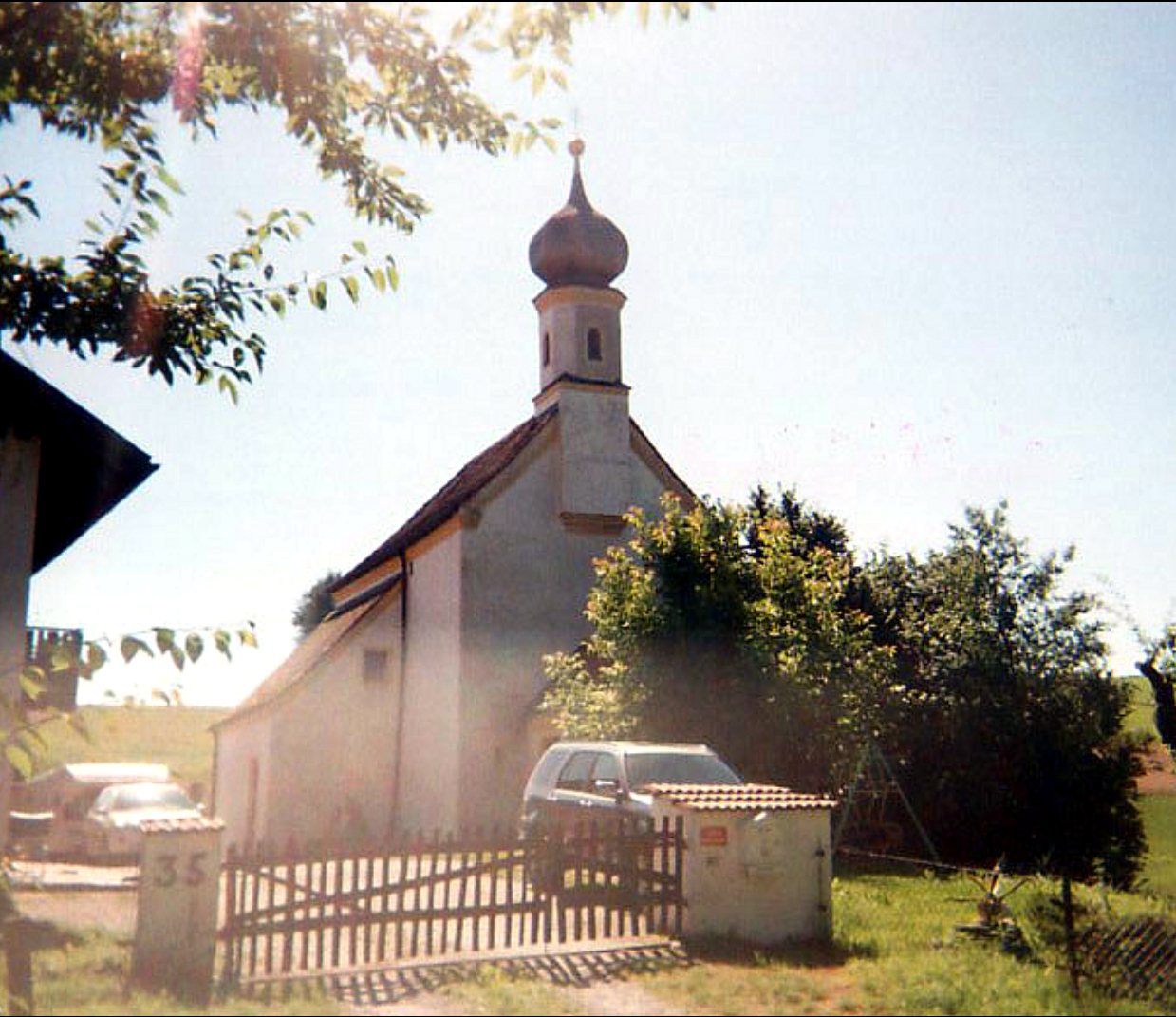
Ehem. Schlosskapelle Steeg

Vom Schloss Steeg, unmittelbar bei Buchbach gelegen, ist das Kirchlein St. Maria der Überrest des 1850 abgebrochenen Schlosses (ehemals ein schmaler Krüppelwalmdachbau mit zwei Ecktürmen). Schloss Steeg ist ehemaliges Eigentum und einer der Sitze des Adels- und Rittergeschlechts der Pfaffinger.

### Edelsitz Urtlfing
Hochmittelalterlicher Sitz der Edlen von Urslofingen bei Grüntegernbach.

### Burg Weg
Bei den Bittlbachs, südlich von Lengdorf stand bis 1580 (?) eine kleine Burg der Landersdorfer die 1535 ausgestorben sind. An ihrer Stelle steht eine kleine Kapelle.

### Edelsitz Westach
Stammsitz (knapp 1 km sw von Isen) der Westacher, die im gesamten Isengau begütert waren. 1561 an die Herrschaft Burgrain veräußert, wohl zur Renaissancezeit untergegangen.

### Schloss Zeilhofen
Bereits 1553 werden Sitz und Schloss Zeilhofen erwähnt. 1625 baute Tobias von Zeilhofen das Schloss neu auf. Ein hoher viertürmiger Satteldachbau, der wegen der Säkularisation 1803 abgebrochen wurde.